# (505412) 2013 QO95
2013 QO95, também escrito como 2013 QO95, é um corpo celeste que está localizado no cinturão de Kuiper, uma região do Sistema Solar. O mesmo possui uma magnitude absoluta de 6,6 e tem um diâmetro com cerca de 211 km. O astrônomo Mike Brown liste este corpo celeste em sua página na internet como um candidato a possível planeta anão.

## Descoberta
2013 QO95 foi descoberto no dia 30 de agosto de 2013 pelo The Dark Energy Survey.

## Órbita
A órbita de 2013 QO95 tem uma excentricidade de 0,032 e possui um semieixo maior de 39,891 UA. O seu periélio leva o mesmo a uma distância de 38,626 UA em relação ao Sol e seu afélio a 41,156 UA.